# 新津純陽觀
新津純陽觀位於四川省新津縣順江鄉，文物遺址年代判定為清、民國。1991年4月16日公佈為四川省第三批文物保護單位。

## 简介[2]
純陽觀位於新津縣城西北，距縣城1.5公里的順江鄉平崗村與太平鄉鶴林村交界處。該觀是以塑儒家人物為主，兼容道、佛的世俗廟觀。歷來無神職人員，廟務由慈善組織忠孝堂主持。清光緒二十七年，新津太平鄉總保高壽元及王彩庭等人籌商建純陽觀，適陝籍商人莊輔臣等及成都正心堂人員來津貿易，願出巨資建純陽觀。遂於光緒二十九年建成呂祖殿。民國六年由成都軍政要員和地方慈善團體組成的「忠孝堂」，委託金堂韓灘張廉繪成《四川創建忠孝堂全圖》，並在純陽觀周圍征地一百二十多畝；又向豪紳大賈、達官貴人和海外華僑募得巨資，從民國六年到二十五年先後建成六殿二亭一樓。主體建築大忠亭、至孝亭，建築特別雄偉壯麗，各占地8l4平方公尺，高34.5公尺，建築為「三重檐八角攢尖式」。兩亭周圍各有仿清雕花門窗小品廊房44間，兩亭及四周圍房內原有歷代忠臣孝子塑像共二百四十餘尊。此外，觀內現有石刻詩碑14通，石刻楹聯20多副，隸、楷、行、草、篆兼備。196l年5月25日，公布為縣級文物保護單位，1985年7月22日，成都市人民政府公布為市級文物保護單位。